# Tarragona (pokrajina)
Tarragona je španjolska provincija na istoku
Španjolske, i južnom dijelu autonomne zajednice Katalonija. Provincija se nalazi na obali Sredozemnog mora i ima 800.962 stanovnika (1. siječnja 2014.), a prostire se na  	6.303 km2. Neki od većih gradova u provinciji su Constantí, Reus, Falset, El Vendrell, Tortosa i Amposta.  Središte provincije je istoimeni grad Tarragona. 